# Дворац Дунђерски у Кулпину
Дворац Дунђерски (дворац Каштел) у Кулпину је комплекс објеката двораца и парка. Језгро је Музејског комплекса у Кулпину које обухвата језгро насеља од друге половине 18. до друге половине 19. века.
Овај комплекс чине:
- два дворца са помоћним објектима, која су саградили чланови властелинске породице Стратимировић, као и
- парк около дворца,
- стара зграда школе,
- српска православна црква и парохијални дом. Иако историјски не припадају истом времену, комплекс чине и
- словачка евангеличка црква грађена 1875–1879, и
- родна кућа патријарха Георгија Бранковића реконструисана у српску вероисповедну школу 1899.

## Историја
Стратимировићи су куће саградили на ободу простране пољане – зване Долина, прво мале привремене, а затим веће, господске. Једна од њих налазила се на месту где је данас словачка евангеличка црква. Из тог времена је сачуван тзв. мали дворац (друга половина 18. века) и „велики дворац“ или „каштел“, изграђен 1826. године.
Дворац и већи део имања је у другој половини 19. века од Стратимировића откупио Матеј Семзо од Камјанике. Ова мађарска породица кратко је газдовала у Кулпину. Посед су 1889. године продали Лазару Дунђерском.
Породица Дунђерски управљала је имањем до краја Другог светског рата, тј. до 1945. године. Велики дворац су, према пројекту новосадског архитекте Момчила Тапавице, реконструисали 1912. године.
Будући да се Ђорђе Дунђерски оженио рођаком владарске породице Карађорђевић, чести гости кулпинског дворца били су и краљица Марија са синовима, принчевима Петром, Андрејем и Томиславом. Такође су се међу гостима могли видети и многе личности из политичког и јавног живота (представници владе Петар Живковић и Милан Стојадиновић, као и многи други).
Имање им је, на основу Закона о аграрној реформи и колонизацији, одузето 1945. године. На имању Дунђерских у Кулпину је након национализације основана пољопривредна задруга, која је све до 1991, односно до уступања комплекса Пољопривредном музеју користила дворац и помоћне објекте.
Комплекс са оба дворца, парком и украсном оградом је 1970. године, заштићен као културно добро. Он је 1991, одлуком Скупштине АП Војводине проглашен спомеником културе од великог значаја.

## Велики дворац
Изграђен је почетком 19. века и према неким подацима, градња се завршила 1826. године. То је време када се породица Стратимировић после долазка у Кулпин већ прилично увећала и стекла углед међу Србима у Хабзбуршкој монархији. Оба дворца је (мали дворац и велики дворац) саградила друга и трећа генерација породице Стратимировић, рођених у Кулпину. Свом породичном презимену Стратимировићи су додавали презиме Кулпински, док су дотадашње херцеговачко Вучковић напустили. У овим генерацијама Стратимировића било је и јако угледних појединаца. (Стефан Стратимировић, који се од 1790. до 1836. године налазио на челу Карловачке митрополије). Изглед дворца пре реконструкције 1912. године није сасвим познат и
нема познатих података о пројектанту и градитељима дворца. На једној старој фотографији сачуван је првобитни изглед овог дворца.
Зграда је реконструисана 1912. године, када је имање било власништво породице Дунђерски. Пројекат реконструкције урадио је познати новосадски архитекта Момчило Тапавица. Ова реконструкција није суштински променила првобитни архитектонски изглед зграде. Дворац је задржао сва обележја класицистичког стила. Градитељи двораца и властелинских вила са краја 18. и почетка 19. века су се на овим просторима углавном држали устаљених правила класицистичке градње Највеће промене је била у кровном делу. Са централног дела је уклоњена кула, која се издизала изнад крова. На њој се налазио видиковац, велики сат са механизмом, апликација грба Стратимировића и други декоративни детаљи. На чеоном делу је постављен декоративни фриз са орнаментисаним правоугаоним пољима и вазама на угловима. На чеоном делу зграде је пројектован улазни трем, тзв. портик. Код кулпинског дворца портик дели фасаду на два симетрична дела. Изграђен је у типичном класицистичком стилу. Чини га степениште, приступна рампа и четири пара јонских стубова, који носе архитрав и тимпанон. На зачељу се налази петоугаони улазни трем, који на бочним странама има кружне отворе. Изнад трема је пространа тераса, наткривена куполом у коју се улези са спрата, из централне просторије, тзв. салона. Са терасе се пружа јединствен поглед на парк. Унутрашњост дворца је, такође, рађена у класицистичком стилу. Из пространог хола се директно улази у централну салу, са којом су повезане по две просторије са леве и десне стране. Везу са осталим просторијама у дворцу обезбеђује дугачки ходник, из којег се улази у остале просторије.
Грађевински материјал је карактеристичан за стил и оно време. Зидови су од опека. Камен је употребљен за стубове портика, као и за степеништа и оплату подова у унутрашњости. Спољни и унутрашњи зидови су обложени кречним малтером, а кровни покривач је првобитно био од бибер црепа, да би се каснијим реконструкцијама начињене су измене на крову и поред два нагиба добио је и нови прекривач од етернит плоча.
Последњи обимнији радови на поправци крова, уређењу фасаде и ентеријера обављени су 2009. године.

## Мали дворац
Мали дворац је приземна вила изграђена крајем 18. века. То је била једна од кућа породице Стратимировић. Сачувана је у изворном облику. Као и велики дворац, грађена је у класицистичком стилу. У централном делу предње стране се налази ризалит, који се завршава троугластим тимпаноном. Ризалит дели фасаду на два симетрична дела. На зачељу се налази пространа веранда правоугаоне основе, са лучним отворима. Прозори и улазна капија украшени су решеткама и детаљима од кованог гвожђа.
С обзиром на то да је реч о споменику културе од великог значаја, може се очекивати да ће ускоро бити учињени први кораци ка његовој ревитализацији. У плану је да овај простор буде адаптиран за поставку изложбе о породици Стратимировић, која је заслужна за оснивање савременог насеља Кулпин.

## Црква Вазнесења Господњег
На другој страни долине, преко пута каштела, саграђена је православна црква, парохијални дом, српска школа и општинска кућа. Православни храм је грађен 1809–1813. године, на темељима некадашње дрвене црквице. Посвећен је Вазнесењу Исуса Христа (празник познат у народу под називом Спасовдан). Краси га велелепни иконостас, рад познатог војвођанског сликара Јована Клајића (1846–1862). У порти цркве сахрањени су неки од чланова породице Стратимировић.
- Музејски комплекс Кулпин – Поглед на Велики дворац из парка
- Музејски комплекс Кулпин – Коњушнице
- Евангеличка (словачка) црква у Кулпину
- Православна црква
- Иконостас православне цркве
- Бранковићева Школа у Кулпину

## Галерија
Ентеријер дворца Дунђерски